# Pseudeuchromia maculifera
Pseudeuchromia maculifera är en fjärilsart som beskrevs av Felder och Alois Friedrich Rogenhofer 1875. Pseudeuchromia maculifera ingår i släktet Pseudeuchromia och familjen mätare. Inga underarter finns listade i Catalogue of Life.